# پتروپاولوفکا (آستراخان)
پتروپاولوفکا (به لاتین: Petropavlovka) یک منطقهٔ مسکونی در روسیه است که در استان آستراخان واقع شده‌است.